# Suflete pierdute în Atlantida
Hearts in Atlantis  (Suflete pierdute în Atlantida) este o colecție de două nuvele și trei povestiri de ficțiune de  Stephen King. A fost publicată la 14 septembrie 1999 la editura  Scribner.  Toate povestirile au același personaj secundar și au loc într-o aproximativă ordine cronologică.   
Povestirile sunt despre generația de explozie demografică și mai ales despre convingerile lui  King conform cărora această generație (căreia îi aparține) nu a reușit să-și respecte promisiunile și idealurile sale. Semnificativ în acest sens este că începutul colecției conține ultima replică din filmul lui  Peter Fonda " Easy Rider": "Am dat-o în bară". Toate povestirile se referă la anii 1960 și la războiul din Vietnam, în toate acestea reprezentanți ai acelei generații dau rateuri sau plătesc costurile unui eșec total din partea lor.

## Povestiri
- "Low Men in Yellow Coats", nuvelă
- "Hearts in Atlantis", nuvelă
- "Blind Willie", povestire
- "Why We're in Vietnam", povestire
- "Heavenly Shades of Night Are Falling", povestire

### Low Men in Yellow Coats
Prima și cea mai lungă parte, Low Men in Yellow Coats, are loc în 1960 și este despre un tânăr băiat, Bobby Garfield. Acesta locuiește în Harwich, Connecticut, cu mama sa, Liz, o văduvă. El se împrietenește cu Ted Brautigan și Bobby află că acesta posedă abilități psihice. Ted pare într-un fel conectat la seria Turnul întunecat și îi mărturisește lui Bobby că este urmărit  de  "oamenii  josnici" care lucrează pentru Rege purpuriu.  Deși Bobby este de acord să-l lase pe Ted să cunoască  și să observe semnelele care  indică faptul că oamenii " josnici " sunt aproape, Bobby nu spune nimic atunci când în cele din urmă începe să-i vadă de teamă de a nu-și pierde prietenul.
Într-o zi, Bobby descoperă că prietenul lui Carol a fost bătut de trei bătăuși cu o bâtă de baseball și a aruncat într-o scorbură din copaci. El o duce în apartamentul său, unde Ted trebuie să-i scoată cămașa pentru a-i pune la loc umărul dislocat. Liz se întoarce acasă (ea însăși a fost violată violent la un seminar) și înțelege greșit situația, crezând că Ted este cel care a molestat-o pe Carol. În cele din urmă se calmează și o duce pe Carol acasă. Suspectând că mama sa le-a spus acelor oamenii "josnici" despre locurile lui Ted, Bobby îl prinde pe Ted exact când aceștia erau pe punctul de a-l lua.    Bobby are posibilitatea de a merge cu Ted (oriunde ar însemna asta), dar decide să rămână deși se autodisprețuiește pentru  alegerea sa.
După ce a părăsit Harwich împreună cu mama sa și de două ori a fost pus într-un centru de detenție pentru minori, Bobby primește un plic de la Ted umplut cu petale roșii de trandafiri (cei care înconjoară Turnul Întunecat). El  își dă seama astfel că Ted este din nou liber față de "oamenii  josnici" .

### "Hearts in Atlantis"
A doua parte a cărții, Hearts in Atlantis, are loc în 1966. Peter Riley, un proaspăt absolvent al Universității din Maine, devine dependent de jocul  Hearts  în dormitorul bărbaților în care locuiește.  Deși studiile lor de proiectare i-au împiedicat să slujească în războiul din Vietnam, Peter și numărul tot mai mare de studenți dependenți de joc (grup condus de studentul Ronnie Malenfant, cel care a adus dependența  de acest joc în dormitor) s-au pus în pericol în timp ce studiile lor lasă de dorit.
Peter se întâlnește în cele din urmă cu Carol, prietena din copilărie al lui Bobby Garfield. Carol însăși se folosește de activismul studențesc ca o dependență escapistă a ei. Deși se îndrăgostesc unul de celălalt, Carol anunță că va părăsi școala. Ea explică că deciziile sale sunt influențate pentru totdeauna de ajutorul pe care i l-a dat Bobby. Ea și Riley fac dragoste pentru prima dată în mașina sa. În dimineața următoare, ea îi lasă o notă prin care îl avertizează să nu mai joace Hearts.
Când Stokely Jones, un student activist cu dizabilități (care solicită în mod special o cameră de dormit la etajul al treilea, în ciuda faptului că merge cu cârje) fuge și este prins  într-o furtună, Peter este deranjat de modul în care el și ceilalți băieți au râs de nenorocirea lui Jones . El descoperă că este marcat de dependența de Hearts și se hotărăște să-și mărească notele. La scurt timp după aceea, Jones este acuzat că a scris cu spray "FUCK JOHNSON" pe un perete al campusului, pe baza faptului că semnele de pace care însoțesc mesajul seamănă cu cele ale lui Jones din cameră. Cu toate acestea, Petru și ceilalți subliniază faptul că și ei au făcut semne asemănătoare de pace, subminând acuzațiile și astfel îl sacapă pe Jones de pedeapsă.
Peter abia își absolvă cursurile sale și primește un pachet de la Carol conținând un articol dintr-un ziar despre un protest la care a participat.

### "Blind Willie"
Această povestire a fost prima dată publicată în numărul din octombrie 1994 al revistei Antaeus,  iar în 1997 a fost publicată ca parte a ediției limitate a colecției lui King Six Stories. Pentru a fi adăugată colecției Hearts in Atlantis, povestirea a fost modificată substanțial.  
Willie Shearman este un veteran al războiului din Vietnam care locuiește în Connecticut, dar se află într-o locație particulară a trotuarului din centrul orașului New York City în fiecare zi. Se pare că are o tulburare somatoformă, devenind orb în fiecare după-amiază la aceeași oră când anterior  a fost prins într-o luptă cu arme de foc și orbit temporar.  Acesta crede că orbirea sa este o formă de pedeapsă pentru implicarea sa în bătutul  lui Carol  în timpul copilariei (în povestirea  Low Men in Yellow Coats) și scrie continuu scuze pentru ea în jurnalele pe care le poartă mereu cu el. Willie are, de asemenea, un album despre ea: implicarea ei în grupurile activiste a devenit din ce în ce mai militantă sub îndrumarea unui lider de tip Svengali, denumit Raymond Fiegler (un nume cu inițialele R.F., sugerând că acesta este Randall Flagg). Grupul a devenit responsabil pentru punerea unor bombe la un birou de recrutare, lucru care i-a adus lui Carol porecla de "Carol cea Roșie" (deși poate ea a încercat să oprească bomba). Se consideră  că ea a fost ucisă când sediul  lor central a  fost  percheziționat  și clădirea a luat foc în mod accidental.
La sfârșitul zilei, este  timpul ca Willie să se întoarcă acasă la stilul său de viață suburban. Povestea se termină când acesta caută modul în care trebuie să se ocupe de un polițist pe a-i da mită pentru a nu fi arestat.     

### "Why We're in Vietnam"
Doi veterani, John Sullivan (un alt prieten din copilărie al lui Bobby Garfield) și un bărbat denumit Dieffenbaker se întâlnesc la înmormântarea unei a treia persoane. Ei analizează un incident care aproape a escaladat într-un masacru de tip [:en:My Lai Massacre|My Lai]]:  stresat de efortul cauzat de salvarea supraviețuitorilor unui accident de elicopter, Ronnie Malenfant (care apare ca un alt jucător de Hearts în Hearts in Atlantis) promite să ardă un sat din Dong Ha ca un mesaj către inamic. Când începe să înjunghie o femeie cu baioneta, Dieffenbaker are un alt soldat împușcat lângă Malenfant pentru oprirea masacrului iminent. Mai târziu, Sullivan este rănit grav. Când este scos din luptă, o vede pe bătrâna care a fost înjunghiată ("mama-san") șezând în elicopter cu el, o halucinație care nu a mai dispărut niciodată.
În timpul călătoriei spre casă de la înmormântare, Sullivan este prins într-un blocaj ruier.   Lucruri încep să cadă din cer: telefoane fără fir, un pian mare, aparate și o haină lungă și galbenă, cum ar fi uzura "bărbaților mici". El este lovit de un alt obiect și îl ridică pentru a descoperi că este mănușa lui Alvin Dark Bobby Garfield. Mama-san, strălucind strălucitor, vorbește pentru prima dată, spunând că o va ține în siguranță. Se trezește brusc în mașină. Toate obiectele care au căzut de pe cer au dispărut, cu excepția mănușii pe care Sullivan o poartă pe mână. Sullivan crește foarte obosit și își închide ochii.

### "Heavenly Shades of Night Are Falling"
În " Heavenly Shades of Night Are Falling", Bobby Garfield se întoarce în orașul său natal, după aproape 40 de ani, pentru a participa la funeraliile lui John Sullivan. El află despre  terminarea relațiilor sale cu Carol Gerber și Ted Brautigan.
Bobby Garfield se întoarce la Harwich pentru a participa la înmormântarea lui John Sullivan, care a murit în mașina sa într-un ambuteiaj rutier la scurt timp după căderea din cer (în capitolul precedent) a unor obiecte halucinante de uz casnic (simbolurile materialismului în creștere al generației baby-boomers). Bobby vizitează și parcul unde a găsit-o pe Carol Gerber cu brațul rănit. În parc, dă peste vechea sa prietenă  Carol, care este vie, dar speriată și cu arsuri. Ea spune că acum se numește Denise Schoonover. Bobby îi dezvăluie că a venit pentru că avocatul lui Sullivan i-a trimis vechiul său mitt al lui Alvin Dark cu adresa sa curentă trecută cu scrisul lui Ted. El reproduce apoi ceea ce era în mănușă: pagina cu drepturile de autor al  Lord of the Flies, care arată încă ca nouă deși provine de la ediția din 1960. Pe ea este scris un mesaj pentru Carol de la Ted ("Spune-i că a fost la fel de curajoasă ca un leu") și ecuația pe care ea a scris-o pentru Peter Riley pe copia sa ("(Inima) + (Semnul Păcii = INFORMATȚIE)"  în "Hearts in Atlantis."

## Ecranizare
Low Men in Yellow Coats și  "Heavenly Shades of Night Are Falling" au stat la baza filmului din 2001 denumit  Suflete pierdute în Atlantida, cu  Anthony Hopkins ca Ted Brautigan, Anton Yelchin ca Bobby Garfield, Mika Boorem - Carol Gerber și Hope Davis ca Liz Garfield. 

## Conexiuni cu alte lucrări ale lui King
Orașul Derry este menționat de câteva ori ca fiind aproape de Universitatea Maine.  Derry este locul în care se desfășoară acțiunea din mai multe romane și povestiri ale lui King.  
'Regulatorii' sunt menționați de cîteva ori și apar în unele povestiri legate de universul Turnul întunecat.
În a șaptea carte a seriei Turnul întunecat este dezvăluit că Ted este esențial Regelui Purpuriu. 